# Mortes em setembro de 2010
Mortes em 2010: ← Janeiro – Fevereiro – Março – Abril – Maio – Junho – Julho – Agosto – Setembro – Outubro – Novembro – Dezembro →
A lista a seguir relaciona pessoas notáveis que morreram em setembro de 2010:

José Torres, futebolista português.

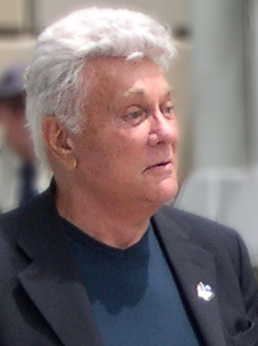
Tony Curtis, ator norte-americano.

| Dia | Nome                               | Profissão ou motivo de reconhecimento | Nacionalidade  | Ano de nasc. | Ref    |
| --- | ---------------------------------- | ------------------------------------- | -------------- | ------------ | ------ |
| 1   | Cammie King                        | Atriz                                 | Estados Unidos | 1934         | [ 1 ]  |
| 1   | Jean Nelissen                      | Jornalista                            | Países Baixos  | 1936         | [ 2 ]  |
| 1   | Tomás Nunes                        | Religioso                             | Portugal       | 1942         | [ 3 ]  |
| 2   | Jean Michel Baron                  | Motociclista                          | França         | 1954         | [ 4 ]  |
| 2   | Katarina Marinič                   | Supercentenária                       | Eslovênia      | 1899         | [ 5 ]  |
| 2   | Pedro Marcos Ribeiro da Costa      | Religioso                             | Angola         | 1921         | [ 6 ]  |
| 2   | Shmuel Eisenstadt                  | Sociólogo                             | Israel         | 1923         | [ 7 ]  |
| 3   | José Torres                        | Futebolista                           | Portugal       | 1938         | [ 8 ]  |
| 3   | Mike Edwards                       | Músico                                | Inglaterra     | 1948         | [ 9 ]  |
| 4   | Paul Conrad                        | Cartunista                            | Estados Unidos | 1924         | [ 10 ] |
| 5   | Guillaume Cornelis van Beverloo    | Artista plástico                      | Bélgica        | 1922         | [ 11 ] |
| 5   | Shoya Tomizawa                     | Motociclista                          | Japão          | 1990         | [ 12 ] |
| 6   | Mohammed Fahim                     | Político                              | Afeganistão    | 1957         | [ 13 ] |
| 7   | Clive Donner                       | Cineasta                              | Inglaterra     | 1926         | [ 14 ] |
| 7   | Glenn Shadix                       | Ator                                  | Estados Unidos | 1952         | [ 15 ] |
| 8   | Irwin Silber                       | Jornalista                            | Estados Unidos | 1925         | [ 16 ] |
| 8   | Israel Tal                         | Militar                               | Israel         | 1924         | [ 17 ] |
| 8   | Rich Cronin                        | Cantor                                | Estados Unidos | 1975         | [ 18 ] |
| 9   | Bent Larsen                        | Enxadrista                            | Dinamarca      | 1935         | [ 19 ] |
| 9   | Frank Wanlass                      | Engenheiro eletrônico                 | Estados Unidos | 1933         | [ 20 ] |
| 10  | Edwin Charles Tubb                 | Escritor                              | Inglaterra     | 1919         | [ 21 ] |
| 10  | Juan Mari Brás                     | Advogado                              | Porto Rico     | 1927         | [ 22 ] |
| 10  | Willian Lara                       | Político                              | Venezuela      | 1957         | [ 23 ] |
| 11  | Bärbel Bohley                      | Pintora e ativista                    | Alemanha       | 1945         | [ 24 ] |
| 11  | Diego Rodríguez Cano               | Futebolista                           | Uruguai        | 1988         | [ 25 ] |
| 11  | Harold Gould                       | Ator                                  | Estados Unidos | 1923         | [ 26 ] |
| 11  | Kevin McCarthy                     | Ator                                  | Estados Unidos | 1914         | [ 27 ] |
| 11  | King Coleman                       | Cantor                                | Estados Unidos | 1932         | [ 28 ] |
| 12  | Claude Chabrol                     | Cineasta                              | França         | 1930         | [ 29 ] |
| 12  | Nduka Anyanwu                      | Futebolista                           | Nigéria        | 1980         | [ 30 ] |
| 12  | Swarnalatha                        | Cantora                               | Índia          | 1973         | [ 31 ] |
| 13  | Jarosław Kukulski                  | Compositor                            | Polónia        | 1944         | [ 32 ] |
| 13  | Wesley Duke Lee                    | Artista plástico                      | Brasil         | 1931         | [ 33 ] |
| 14  | Caterina Boratto                   | Atriz                                 | Itália         | 1915         | [ 34 ] |
| 14  | Francisco Ribeiro                  | Músico                                | Portugal       | 1965         | [ 35 ] |
| 14  | Gennady Guerasimov                 | Embaixador                            | Rússia         | 1930         | [ 36 ] |
| 14  | James Cleminson                    | Militar                               | Inglaterra     | 1921         | [ 37 ] |
| 14  | José Janene                        | Político                              | Brasil         | 1955         | [ 38 ] |
| 14  | Mohammed Arkoun                    | Filósofo                              | Argélia        | 1928         | [ 39 ] |
| 14  | Paulo Machado de Carvalho Filho    | Empresário                            | Brasil         | 1924         | [ 40 ] |
| 15  | Arrow                              | Músico                                | Monserrate     | 1949         | [ 41 ] |
| 15  | Shama Khalid                       | Política                              | Paquistão      | 1950         | [ 42 ] |
| 16  | Berni Collas                       | Político                              | Bélgica        | 1954         | [ 43 ] |
| 16  | Friedrich Wilhelm von Hohenzollern | Aristocrata                           | Alemanha       | 1924         | [ 44 ] |
| 16  | Imran Farooq                       | Político                              | Paquistão      | 1960         | [ 45 ] |
| 16  | Mario Rodrigues Luis Cobos         | Escritor e político                   | Argentina      | 1938         | [ 46 ] |
| 17  | Roberto de Pessôa                  | Militar                               | Brasil         | 1910         | [ 47 ] |
| 18  | Bobby Smith                        | Futebolista                           | Inglaterra     | 1933         | [ 48 ] |
| 18  | Egon Klepsch                       | Político                              | Alemanha       | 1930         | [ 49 ] |
| 18  | James Bacon                        | Jornalista                            | Estados Unidos | 1914         | [ 50 ] |
| 18  | Øystein Gåre                       | Futebolista                           | Noruega        | 1954         | [ 51 ] |
| 18  | Walter Womacka                     | Artista plástico                      | Alemanha       | 1925         | [ 52 ] |
| 19  | José Antonio Labordeta             | Escritor e compositor                 | Espanha        | 1935         | [ 53 ] |
| 19  | José Pelayo                        | Político e jurista                    | México         | 1943         | [ 54 ] |
| 20  | Fud Leclerc                        | Cantor                                | Bélgica        | 1924         | [ 55 ] |
| 20  | Kenny McKinley                     | Jogador de futebol americano          | Estados Unidos | 1987         | [ 56 ] |
| 21  | Don Partridge                      | Cantor                                | Inglaterra     | 1941         | [ 57 ] |
| 21  | Sandra Mondaini                    | Atriz                                 | Itália         | 1931         | [ 58 ] |
| 22  | Eddie Fisher                       | Cantor                                | Estados Unidos | 1928         | [ 59 ] |
| 22  | Graeme Hunt                        | Jornalista                            | Nova Zelândia  | 1952         | [ 60 ] |
| 22  | Jackie Burroughs                   | Atriz                                 | Canadá         | 1939         | [ 61 ] |
| 22  | Tyler Clementi                     | Estudante que cometeu suicídio        | Estados Unidos | 1991         | [ 62 ] |
| 23  | Fernando Riera                     | Futebolista e treinador               | Chile          | 1920         | [ 63 ] |
| 23  | Mono Jojoy                         | Guerrilheiro                          | Colômbia       | 1953         | [ 64 ] |
| 24  | Gennady Yanayev                    | Político                              | Rússia         | 1937         | [ 65 ] |
| 24  | Jorge González                     | Jogador de basquete                   | Argentina      | 1966         | [ 66 ] |
| 24  | Jure Robič                         | Ciclista                              | Eslovênia      | 1965         | [ 67 ] |
| 24  | Urubatão                           | Futebolista                           | Brasil         | 1931         | [ 68 ] |
| 25  | Vincent Floissac                   | Político                              | Santa Lúcia    | 1928         | [ 69 ] |
| 25  | Zoltán Pálkovács                   | Judoca                                | Eslováquia     | 1981         | [ 70 ] |
| 26  | Catherine Walker                   | Estilista                             | Inglaterra     | 1945         | [ 71 ] |
| 26  | Gloria Stuart                      | Atriz                                 | Estados Unidos | 1910         | [ 72 ] |
| 26  | Jimi Heselden                      | Empresário                            | Inglaterra     | 1948         | [ 73 ] |
| 26  | Terry Newton                       | Jogador de rugby                      | Inglaterra     | 1978         | [ 74 ] |
| 27  | Ahmad Maher                        | Político                              | Egito          | 1935         | [ 75 ] |
| 27  | Balaji Sadasivan                   | Político                              | Singapura      | 1955         | [ 76 ] |
| 27  | Carmelo Arden Quin                 | Artista plástico                      | Uruguai        | 1913         | [ 77 ] |
| 27  | Mário Tupinambá                    | Humorista                             | Brasil         | 1932         | [ 78 ] |
| 27  | Sally Menke                        | Produtora de cinema                   | Estados Unidos | 1953         | [ 79 ] |
| 28  | Arthur Penn                        | Cineasta                              | Estados Unidos | 1922         | [ 80 ] |
| 28  | Curt Otto Baumgart                 | Empresário                            | Brasil         | 1937         | [ 81 ] |
| 28  | Orvin Cabrera                      | Futebolista                           | Honduras       | 1977         | [ 82 ] |
| 28  | Romina Yan                         | Atriz                                 | Argentina      | 1974         | [ 83 ] |
| 28  | Trevor Taylor                      | Automobilista                         | Inglaterra     | 1936         | [ 84 ] |
| 29  | Armindo Lopes Coelho               | Religioso                             | Portugal       | 1931         | [ 85 ] |
| 29  | Georges Charpak                    | Físico                                | França         | 1924         | [ 86 ] |
| 29  | Greg Giraldo                       | Comediante                            | Estados Unidos | 1965         | [ 87 ] |
| 29  | Joe Mantell                        | Ator                                  | Estados Unidos | 1915         | [ 88 ] |
| 29  | Norman Atkins                      | Político                              | Canadá         | 1934         | [ 89 ] |
| 29  | Rao Sikandar Iqbal                 | Político                              | Paquistão      | 1943         | [ 90 ] |
| 29  | Tony Curtis                        | Ator                                  | Estados Unidos | 1925         | [ 91 ] |
| 30  | Martin Ljung                       | Ator                                  | Suécia         | 1917         | [ 92 ] |
| 30  | Stephen J. Cannell                 | Produtor de TV                        | Estados Unidos | 1941         | [ 93 ] |